# Захаровка (Костромская область)
Захаровка — деревня в Красносельском районе Костромской области. Входит в состав Прискоковского сельского поселения.

## География
Находится в юго-западной части Костромской области на расстоянии приблизительно 10 км на восток-северо-восток по прямой от районного центра поселка Красное-на-Волге.

## История
Известна с 1872 года, когда здесь было учтено 12 дворов, в 1907 году отмечен был 21 двор.

## Население
Постоянное население составляло 71 человек (1872 год), 117 (1897), 140 (1907), 7 в 2002 году (русские 86 %), 2 в 2022.